# أولاد سالم (ولاد رحمون)
أولاد سالم هي إحدى مشيخات المملكة المغربية، تتبع جغرافيا لإقليم الجديدة وإداريًا لولاد رحمون. يقدر عدد سكانها بـ 18820 نسمة حسب الإحصاء الرسمي للسكان والسكنى لسنة 2004.